# Poetic Justice
Poetic Justice (bra: Sem Medo no Coração; prt: Fugir do Bairro) é um filme norte-americano de 1993, do gênero drama romântico, escrito e dirigido por John Singleton e estrelado por Janet Jackson e Tupac Shakur com Regina King e Joe Torry.
O nome do filme é Poetic Justice (em português, "Justiça Poética") pois a personagem principal, Justice, escreve lindos poemas, os quais ela recita durante o filme. Na realidade, os poemas foram escritos por Maya Angelou, que apareceu no filme uma das três irmãs, Maio, Junho e Abril (também chamadas de "Irmãs do Calendário"). No filme, também aparecem os The Last Poets, um grupo de poetas e cantores.
O filme alcançou a posição #1 em arrecadação na primeira semana; arrecadou 11 728 455 de dólares no final de semana de abertura. No total, foram arrecadados 27 515 786.
Janet Jackson foi nomeada para o Oscar e Globo de Ouro de melhor canção original, com a canção da primeira posição na Billboard Hot 100, "Again".
Mais tarde, foi referenciado no single "Poetic Justice" de Kendrick Lamar e Drake, que foi intitulado depois e baseado no filme. A canção teve amostradas da canção de Jackson "Any Time, Any Place" e se tornou um top 10 hit em 2013.

## Sinopse
Justice é uma jovem mulher que mora em South Central, em Los Angeles. Seu nome é Justice (em português: Justiça) graças a sua mãe, que deu à luz a filha enquanto estudava Direito. Após a morte de seu namorado, ela fica profundamente depressiva. Depois de um tempo, ela conhece o balconista do correio, pai solteiro, chamado Lucky (Tupac Shakur), o qual embarca com ela numa viagem para Oakland, com Iesha e o namorado dela, Chicago.

## Prêmios
- Oscar: Melhor Canção Original (Again) - Indicado
- Golden Globe Awards: Melhor Canção Original (Again) - Indicado

## Elenco
- Janet Jackson como Justice
- Tupac Shakur como Lucky "Lawrence"
- Regina King como Iesha
- Joe Torry como Chicago
- Tyra Ferrell como Jessie
- Roger Guenveur Smith como Heywood
- Billy Zane como Brad
- Lori Petty como Penelope
- Khandi Alexander como Simone
- Maya Angelou como Tia June
- John Cothran, Jr. como Tio Earl
- Jenifer Lewis como Anne
- Keanu Reeves como homem sem teto (não creditado)
- Kimberly Brooks como Kim
- Maia Campbell como Shante
- Norma Donaldson como Tia May
- Dedrick D. Gobert como Lloyd (como Dedrick Gobert)
- René Elizondo, Jr. como E.J.
- Clifton Collins Jr. como Supervisor da sala de correios (como Clifton Gonzalez Gonzalez)
- Ricky Harris como Gangsta
- Tone Loc como J Bone
- Q-Tip como Markell
- Almayvonne Dixon como Hair Salon Worker
- Keith Washington como Dexter
- Yvette Wilson como Colette
- Michael Colyar como Panhandler
- Baha Jackson como Baha

### Elenco
Em 23 de julho de 2013 John Singleton falou com o escritor Lathleen Ade-Brown para a revista Essence e discutido o 20 º aniversário do filme. A entrevista mencionou que em 1993 leva negras eram raros e ele queria dar uma voz a jovens mulheres afro-americanas. Ele também revelou que teve a ideia para Janet Jackson a usar as tranças agora icônicas: "Essa foi uma colaboração entre mim, Janet, [coreógrafa de dança] Fatima Robinson e uma dançarina chamada Josie Harris. Josie tinha as tranças no vídeo de Michael Jackson "Remember the Time", que eu dirigi. Eu trouxe ela e Fátima e um par de outros dançarinos mais para sair com Janet e todos eles se tornaram amigos. Eu disse: " por que não tentar fazer o cabelo de Janet como o cabelo de Josie? "Temos o penteado de Harlem e só colocá-lo em um filme da Costa Oeste".
Jada Pinkett Smith, Lisa Bonet, Monica Calhoun e muitas outras atrizes populares fizerma testes para o papel de Justice, embora Singleton sabia desde o projecto do script que o papel foi destinada exclusivamente para Janet Jackson.

## Resposta

### Bilheteria
De acordo com a Box Office Mojo, Poetic Justice fez $27,515,786 na bilheteria doméstica tendo um orçamento de $14,000,000. Para sua semana de estreia abriu em #1 com mais de $11,000,000 em vendas de ingressos. É classificado em #20 para aberturas do ano de 1993 e #21 para maiores filmes R-rated de 1993.

### Resposta da crítica
Poetic Justice recebeu comentários mistos para negativos de críticos. A maioria dos críticos compararam com o filme aclamado pela crítica, também por Singleton, Boyz N the Hood:
- Roger Ebert: "...Boyz N the Hood foi um dos filmes mais poderosos e influentes de seu tempo, em 1991. "Poetic Justice" não é seu igual, mas não aspira a ser; é, um gentil filme mais suave, mais um romance do que um comentário sobre as condições sociais." Ele também declarou, "... Poetic Justice desenrola como um filme de estrada desde o início dos anos 1970, em que os personagens são introduzidos e, em seguida, partem em uma viagem que se torna uma viagem de descoberta. Até o final do filme, Justice terá aprendido a confiar e amar de novo, e Shakur terá aprendido como ouvir uma mulher. E todos os personagens - que de uma forma ou de outra, as famílias lhes faltam - vai começar a ter um sentimento maior para a família Africano/Americano a que pertencem. A cena em que ocorre é uma das melhores do filme."[7]
- Variety declarou: "Embora com o objetivo de criar uma sensação para a localidade, Singleton perde periodicamente vista das audiências não familiarizados com a linguagem colorida. Poetic Justice tem muito a elogiar, mas a disciplina não está no topo da lista. A falha será um grande obstáculo para grande apelo, e as perspectivas no exterior parecem particularmente remoto."[8]

O filme detém atualmente uma classificação de 31% no Rotten Tomatoes baseado em 16 opiniões.

## Prêmios
Oscar
- Melhor canção original - Janet Jackson ("Again") - Indicada

Golden Globe Awards
- Melhor canção original - Janet Jackson ("Again") - Indicada

Framboesa de Ouro
- Pior Atriz - Janet Jackson - Indicada
- Pior Nova Estrela - Janet Jackson - Venceu

MTV Movie Awards
- Melhor Atriz - Janet Jackson - Venceu
- Mulher Mais Desejável - Janet Jackson - venceu

## Trilha sonora
O álbum da trilha sonora foi lançada em 29 de junho de 1993.
1. "Get It Up" – 4:25 (TLC)
2. "Indo Smoke" – 5:24 (Mista Grimm, Warren G and Nate Dogg)
3. "One in a Million" – 4:05 (Pete Rock & CL Smooth)
4. "Poor Man's Poetry" – 3:00 (Naughty by Nature)
5. "Definition of a Thug Nigga" – 4:10 (2Pac)
6. "Cash in My Hands" – 3:53 (Nice & Smooth)
7. "I Wanna Be Your Man" – 3:55 (Chaka Demus & Pliers)
8. "Niggas Don't Give a Fuck" – 4:41 (Tha Dogg Pound)
9. "Well Alright" – 4:00 (Babyface)
10. "Waiting for You" – 5:15 (Tony! Toni! Toné!)
11. "Call Me a Mack" – 4:06 (Usher)
12. "Nite & Day" – 5:04 (Cultural Revolution)
13. "I've Been Waiting" – 4:20 (Terri & Monica)
14. "Never Dreamed You'd Leave in Summer" – 2:55 (Stevie Wonder)
15. "Justice's Groove" – 4:35 (Stanley Clarke)